# Liste von Synagogen in Tschechien
Die Liste von Synagogen in Tschechien enthält ehemalige und bestehende Synagogen in der heutigen Tschechischen Republik. Bei dem Erbauungsjahr ist das Jahr der Fertigstellung angegeben; bei den kursiv dargestellten Jahreszahlen handelt es sich um ungefähre Werte. Zahlreiche Synagogen wurden während der deutschen Besatzung zerstört.
Bei der großen Anzahl ehemaliger Synagogen und Gebetshäuser ist es nicht möglich, alle jemals vorhandenen hier anzugeben.
Navigation: Hauptstadt Prag, Südmährische Region, Südböhmische Region, Pardubitzer Region, Königgrätzer Region, Region Hochland, Karlsbader Region, Reichenberger Region, Olmützer Region, Pilsner Region,
Mittelböhmische Region, Mährisch-Schlesische Region, Aussiger Region, Zliner Region
| Stadt                                          | Region (Kraj)                                    | Name                      | Erbaut | Zerstört | Bemerkung                                                                                          | Bild |
| ---------------------------------------------- | ------------------------------------------------ | ------------------------- | ------ | -------- | -------------------------------------------------------------------------------------------------- | ---- |
|                                                |                                                  |                           |        |          | |      |
| Hauptstadt Prag                                |                                                  |                           |        |          | |      |
| Prag                                           | Hlavní město Praha Hauptstadt Prag               | Altneu-Synagoge           | 1380   |          | Älteste unzerstört erhaltene Synagoge Europas; gegenüber ist die Hohe Synagoge                     |      |
| Prag                                           | Hlavní město Praha Hauptstadt Prag               | Hohe Synagoge             | 1568   |          | Synagoge befindet sich im ersten Stock; gegenüber ist die Altneu-Synagoge                          |      |
| Prag                                           | Hlavní město Praha Hauptstadt Prag               | Jerusalemsynagoge         | 1906   |          | Wird noch als Synagoge genutzt                                                                     |      |
| Prag                                           | Hlavní město Praha Hauptstadt Prag               | Klausen-Synagoge          | 1694   |          | 1883/84 Renovierung; heute Ausstellungen jüdischer Manuskripte                                     |      |
| Prag                                           | Hlavní město Praha Hauptstadt Prag               | Maisel-Synagoge           | 1691   |          | Bestandteil des jüdischen Museums                                                                  |      |
| Prag                                           | Hlavní město Praha Hauptstadt Prag               | Pinkas-Synagoge           | 1535   |          | Bestandteil des jüdischen Museums                                                                  |      |
| Prag                                           | Hlavní město Praha Hauptstadt Prag               | Spanische Synagoge        | 1868   |          | Heute Ausstellung jüdischer Geschichte                                                             |      |
| Prag-Vinohrady Prag                            | Hlavní město Praha Hauptstadt Prag               | Synagoge Vinohrady        | 1896   | 1951     | 1945 durch Bomben stark beschädigt; 1951 abgetragen                                                |      |
| Südmährische Region                            |                                                  |                           |        |          | |      |
| Brno Brünn                                     | Jihomoravský kraj Südmährische Region            | Große Synagoge            | 1855   | 1939     | Von deutschen und tschechischen Faschisten abgebrannt                                              |      |
| Brno Brünn                                     | Jihomoravský kraj Südmährische Region            | Neue Synagoge             | 1906   | 1986     | Im WK II durch Bomben schwer beschädigt; 1986 abgerissen                                           |      |
| Brno Brünn                                     | Jihomoravský kraj Südmährische Region            | Synagoge Agudas Achim     | 1936   |          | Funktionalistischer Bau, heute noch als Synagoge genutzt                                           |      |
| Boskovice Boskowitz                            | Jihomoravský kraj Südmährische Region            | Synagoge                  | 1639   |          | Heute Museum der jüdischen Geschichte                                                              |      |
| Břeclav Lundenburg                             | Jihomoravský kraj Südmährische Region            | Synagoge                  | 1868   |          | Heute Stadtmuseum und Galerie                                                                      |      |
| Bučovice Butschowitz                           | Jihomoravský kraj Südmährische Region            | Synagoge                  | 1853   | 1966     | |      |
| Bzenec Bisenz                                  | Jihomoravský kraj Südmährische Region            | Synagoge                  | 1863   | 1960     | |      |
| Dolní Kounice Kanitz                           | Jihomoravský kraj Südmährische Region            | Synagoge                  | 1652   |          | Heute Kulturzentrum                                                                                |      |
| Ivančice Eibenschütz                           | Jihomoravský kraj Südmährische Region            | Synagoge                  | 1853   |          | Heute für kulturelle Veranstaltungen genutzt                                                       |      |
| Ivanovice na Hané Eiwanowitz in der Hanna      | Jihomoravský kraj Südmährische Region            | Synagoge                  | 1727   |          | Heute Hussitische Kirche                                                                           |      |
| Kyjov Gaya                                     | Jihomoravský kraj Südmährische Region            | Synagoge                  | 1852   | 1960     | Abriss im Rahmen der Stadtsanierung                                                                |      |
| Lomnice u Tišnova Lomnitz                      | Jihomoravský kraj Südmährische Region            | Synagoge                  | 1785   |          | Heute Kulturhaus                                                                                   |      |
| Mikulov Nikolsburg                             | Jihomoravský kraj Südmährische Region            | Synagoge                  | 1550   |          | Heute Teil des Regionalmuseums                                                                     |      |
| Miroslav Mißlitz                               | Jihomoravský kraj Südmährische Region            | Synagoge                  | 1845   |          | Heute Kulturhaus                                                                                   |      |
| Podivín Kostel                                 | Jihomoravský kraj Südmährische Region            | Synagoge                  | 1650   | 1945     | Nach 1945 abgerissen                                                                               |      |
| Rousínov Neu Raußnitz                          | Jihomoravský kraj Südmährische Region            | Synagoge                  | 1591   |          | Heute Hussitische Kirche                                                                           |      |
| Slavkov u Brna Austerlitz                      | Jihomoravský kraj Südmährische Region            | Synagoge                  | 1858   |          | Heute Sitz des Staatsarchivs                                                                       |      |
| Strážnice Straßnitz                            | Jihomoravský kraj Südmährische Region            | Synagoge                  | 1804   |          | Heute Sitz des Staatsarchivs                                                                       |      |
| Veselí nad Moravou Wessely an der March        | Jihomoravský kraj Südmährische Region            | Synagoge                  | 1840   |          | Heute als Lagerraum genutzt                                                                        |      |
| Vyškov Wischau                                 | Jihomoravský kraj Südmährische Region            | Synagoge                  | 1885   |          | Heute Hussitische Kirche                                                                           |      |
| Znojmo Znaim                                   | Jihomoravský kraj Südmährische Region            | Synagoge                  | 1888   | 1942     | Nach Machtübernahme der Deutschen abgerissen                                                       |      |
| Südböhmische Region                            |                                                  |                           |        |          | |      |
| Babčice                                        | Jihočeský kraj Südböhmische Region               | Synagoge                  | 1859   |          | Heute Wohnhaus                                                                                     |      |
| Bechyně Beching                                | Jihočeský kraj Südböhmische Region               | Synagoge                  | 1827   |          | Heute Museum                                                                                       |      |
| České Budějovice Budweis                       | Jihočeský kraj Südböhmische Region               | Synagoge                  | 1888   | 1942     | Von deutschen Besatzern gesprengt                                                                  |      |
| Český Krumlov Böhmisch Krumau                  | Jihočeský kraj Südböhmische Region               | Synagoge                  | 1909   |          | Renoviert                                                                                          |      |
| Čkyně                                          | Jihočeský kraj Südböhmische Region               | Synagoge                  | 1828   |          | Für Kulturveranstaltungen und als regionales jüdisches Museum genutzt                              |      |
| Dub u Prachatic                                | Jihočeský kraj Südböhmische Region               | Synagoge                  | 1750   |          | Bereits seit Beginn des 20. Jhdt. Wohnhaus                                                         |      |
| Hluboká nad Vltavou Frauenberg                 | Jihočeský kraj Südböhmische Region               | Synagoge                  | 1907   |          | Heute Wohnhaus                                                                                     |      |
| Jindřichův Hradec Neuhaus                      | Jihočeský kraj Südböhmische Region               | Synagoge                  | 1803   |          | Heute Hussitische Kirche                                                                           |      |
| Milevsko Mühlhausen                            | Jihočeský kraj Südböhmische Region               | Alte Synagoge             | 1750   |          | 1812 mit einem Wohnhaus überbaut                                                                   |      |
| Milevsko Mühlhausen                            | Jihočeský kraj Südböhmische Region               | Neue Synagoge             | 1919   |          | Seit 1950 Hussitische Kirche                                                                       |      |
| Mladá Vožice Jung Woschitz                     | Jihočeský kraj Südböhmische Region               | Synagoge                  | 1850   | 1960     | Nach WK II verfallen, später abgerissen                                                            |      |
| Myslkovice Miskowitz                           | Jihočeský kraj Südböhmische Region               | Synagoge                  | 1770   | 1963     | Seit 1931 nicht mehr genutzt; 1963 abgerissen                                                      |      |
| Písek Pisek                                    | Jihočeský kraj Südböhmische Region               | Synagoge                  | 1871   |          | |      |
| Slavonice Zlabings                             | Jihočeský kraj Südböhmische Region               | Synagoge                  | 1895   |          | Nach 1945 zu Wohnhaus umgebaut                                                                     |      |
| Stádlec Stachletz                              | Jihočeský kraj Südböhmische Region               | Synagoge                  | 1850   |          | Zu Kulturhaus und Kino umgebaut                                                                    |      |
| Strakonice Strakonitz                          | Jihočeský kraj Südböhmische Region               | Synagoge                  | 1860   | 1976     | Nach WK II Bethaus der Brüderkirche, 1976 abgerissen                                               |      |
| Stráž nad Nežárkou Platz an der Naser          | Jihočeský kraj Südböhmische Region               | Synagoge                  | 1860   |          | |      |
| Třeboň Wittingau                               | Jihočeský kraj Südböhmische Region               | Synagoge                  | 1860   |          | |      |
| Tučapy u Soběslavi Tutschap                    | Jihočeský kraj Südböhmische Region               | Synagoge                  | 1868   |          | Bereits seit 1934 Sporthalle                                                                       |      |
| Vlachovo Březí Wällisch Birken                 | Jihočeský kraj Südböhmische Region               | Synagoge                  | 1787   |          | Heute Wohnhaus                                                                                     |      |
| Vodňany Wodnian                                | Jihočeský kraj Südböhmische Region               | Synagoge                  | 1849   |          | Heute Stadtmuseum                                                                                  |      |
| Volyně Wolin                                   | Jihočeský kraj Südböhmische Region               | Synagoge                  | 1840   |          | Als Diskothek und Kino genutzt                                                                     |      |
| Pardubitzer Region                             |                                                  |                           |        |          | |      |
| Heřmanův Městec Hermannstädtel                 | Pardubický kraj Pardubitzer Region               | Synagoge                  | 1750   |          | Renoviert, für Konzerte und Feiern genutzt                                                         |      |
| Jevíčko Gewitsch                               | Pardubický kraj Pardubitzer Region               | Synagoge                  | 1794   |          | 1907 umgebaut; heute für Konzerte und Ausstellungen genutzt                                        |      |
| Luže Lusche                                    | Pardubický kraj Pardubitzer Region               | Synagoge                  | 1780   |          | Dient heute kulturellen Zwecken                                                                    |      |
| Pardubice Pardubitz                            | Pardubický kraj Pardubitzer Region               | Synagoge                  | 1880   | 1958     | Bei Bau neuer Straßenkreuzung abgerissen                                                           |      |
| Žamberk Senftenberg                            | Pardubický kraj Pardubitzer Region               | Synagoge                  | 1811   |          | Im 18. Jhdt. mehrmals umgebaut, heute Hussitische Kirche                                           |      |
| Königgrätzer Region                            |                                                  |                           |        |          | |      |
| Chlumec nad Cidlinou Chlumetz an der Cidlina   | Královéhradecký kraj Königgrätzer Region         | Synagoge                  | 1900   |          | Heute Wohnhaus                                                                                     |      |
| Dobruška Gutenfeld                             | Královéhradecký kraj Königgrätzer Region         | Synagoge                  | 1806   |          | 1865 umgestaltet, heute Evangelische Kirche der Böhmischen Brüder                                  |      |
| Doudleby nad Orlicí Daudleb an der Adler       | Královéhradecký kraj Königgrätzer Region         | Synagoge                  | 1821   |          | Heute Hussitische Kirche                                                                           |      |
| Hořice v Podkrkonoší Horschitz                 | Královéhradecký kraj Königgrätzer Region         | Synagoge                  | 1763   |          | Heute Hussitische Kirche                                                                           |      |
| Hradec Králové Königgrätz                      | Královéhradecký kraj Königgrätzer Region         | Synagoge                  | 1905   |          | Heute Staatliche Wissenschaftliche Bibliothek                                                      |      |
| Jičín Jitschin                                 | Královéhradecký kraj Königgrätzer Region         | Synagoge                  | 1773   |          | Nach Brand 1840 Umbauten und Renovierungen; heute Eigentum der jüdischen Gemeinde in Prag          |      |
| Nový Bydžov Neubidschow                        | Královéhradecký kraj Königgrätzer Region         | Synagoge                  | 1559   |          | Mehrere Umbauten und Renovierungen; heute Evangelische Kirche der Böhmischen Brüder                |      |
| Rychnov nad Kněžnou Reichenau an der Knieschna | Královéhradecký kraj Königgrätzer Region         | Synagoge                  | 1782   |          | Beherbergt Dauerausstellung zur jüdischen Geschichte der Region                                    |      |
| Trutnov Trautenau                              | Královéhradecký kraj Königgrätzer Region         | Synagoge                  | 1885   | 1938     | Bei den Novemberpogromen niedergebrannt                                                            |      |
| Region Hochland                                |                                                  |                           |        |          | |      |
| Batelov Battelau                               | Kraj Vysočina Region Hochland                    | Synagoge                  | 1795   |          | |      |
| Černovice u Tábora Tschernowitz                | Kraj Vysočina Region Hochland                    | Synagoge                  | 1795   |          | Heute Wohnhaus                                                                                     |      |
| Golčův Jeníkov Goltsch-Jenikau                 | Kraj Vysočina Region Hochland                    | Synagoge                  | 1871   |          | Heute Teil des jüdischen Museums                                                                   |      |
| Humpolec Humpoletz                             | Kraj Vysočina Region Hochland                    | Synagoge                  | 1762   |          | Heute Hussitische Kirche                                                                           |      |
| Jihlava Iglau                                  | Kraj Vysočina Region Hochland                    | Synagoge                  | 1863   | 1939     | 1939 von Deutschen in Brand gesteckt; Ruine 1950 abgerissen                                        |      |
| Kamenice nad Lipou Kamnitz an der Linde        | Kraj Vysočina Region Hochland                    | Synagoge                  | 1938   |          | Letzte vor der deutschen Besetzung gebaute Synagoge                                                |      |
| Ledeč nad Sázavou Ledetsch                     | Kraj Vysočina Region Hochland                    | Synagoge                  | 1740   |          | Renoviert, für Kulturveranstaltungen genutzt                                                       |      |
| Nová Cerekev Neu Cerekwe                       | Kraj Vysočina Region Hochland                    | Synagoge                  | 1855   |          | Renoviert, Dauerausstellung „Architektur der Synagogen in den böhmischen Ländern“                  |      |
| Pacov Patzau                                   | Kraj Vysočina Region Hochland                    | Synagoge                  | 1559   |          | In einem schlechten Zustand                                                                        |      |
| Pelhřimov Pilgram                              | Kraj Vysočina Region Hochland                    | Synagoge                  | 1891   | 1967     | 1941 geschlossen, später Lager, 1967 abgerissen                                                    |      |
| Polná Polna                                    | Kraj Vysočina Region Hochland                    | Synagoge                  | 1684   |          | Nach Brand 1863 wieder aufgebaut; heute als Museum und für kulturelle Veranstaltungen genutzt      |      |
| Puklice Puklitz                                | Kraj Vysočina Region Hochland                    | Synagoge                  | 1800   |          | Heute Wohnhaus                                                                                     |      |
| Telč Teltsch                                   | Kraj Vysočina Region Hochland                    | Synagoge                  | 1904   |          | Heute Wohnhaus                                                                                     |      |
| Třebíč Trebitsch                               | Kraj Vysočina Region Hochland                    | Alte Synagoge             | 1642   |          | Auch als Vordere Synagoge bekannt; heute Hussitische Kirche                                        |      |
| Třebíč Trebitsch                               | Kraj Vysočina Region Hochland                    | Neue Synagoge             | 1669   |          | Auch als Hintere Synagoge bekannt; heute Ausstellungs- und Konzertsaal                             |      |
| Třešť Tresch                                   | Kraj Vysočina Region Hochland                    | Neue Synagoge             | 1825   |          | Heute Hussitische Kirche                                                                           |      |
| Úsobí Pollerskirchen                           | Kraj Vysočina Region Hochland                    | Synagoge                  | 1775   |          | Heute Wohnhaus                                                                                     |      |
| Velké Meziříčí Groß Meseritsch                 | Kraj Vysočina Region Hochland                    | Alte Synagoge             | 1695   |          | Heute jüdisches Museum                                                                             |      |
| Velké Meziříčí Groß Meseritsch                 | Kraj Vysočina Region Hochland                    | Neue Synagoge             | 1870   |          | Bis in die 1990er Jahre als Lager genutzt                                                          |      |
| Karlsbader Region                              |                                                  |                           |        |          | |      |
| Cheb Eger                                      | Karlovarský kraj Karlsbader Region               | Synagoge                  | 1893   | 1938     | Bei den Novemberpogromen zerstört                                                                  |      |
| Chyše Chiesch                                  | Karlovarský kraj Karlsbader Region               | Synagoge                  | 1893   |          | Heute Ruine                                                                                        |      |
| Františkovy Lázně Franzensbad                  | Karlovarský kraj Karlsbader Region               | Synagoge                  | 1875   | 1938     | In Brand gesteckt; 1944 Ruine endgültig abgerissen                                                 |      |
| Karlovy Vary Karlsbad                          | Karlovarský kraj Karlsbader Region               | Synagoge                  | 1878   | 1938     | Bei den Novemberpogromen zerstört                                                                  |      |
| Mariánské Lázně Marienbad                      | Karlovarský kraj Karlsbader Region               | Synagoge                  | 1844   | 1938     | Bei den Novemberpogromen zerstört                                                                  |      |
| Sokolov Falkenau an der Eger                   | Karlovarský kraj Karlsbader Region               | Synagoge                  | 1897   | 1938     | Bei den Novemberpogromen niedergebrannt                                                            |      |
| Reichenberger Region                           |                                                  |                           |        |          | |      |
| Česká Lípa Böhmisch Leipa                      | Jihočeský kraj Reichenberger Region              | Synagoge                  | 1864   | 1938     | Bei den Novemberpogromen niedergebrannt                                                            |      |
| Jablonec nad Nisou Gablonz an der Neiße        | Jihočeský kraj Reichenberger Region              | Synagoge                  | 1892   | 1938     | Bei den Novemberpogromen niedergebrannt                                                            |      |
| Liberec Reichenberg                            | Jihočeský kraj Reichenberger Region              | Alte Synagoge             | 1889   | 1938     | Bei den Novemberpogromen niedergebrannt; 2000 wurde ein Synagogenneubau an dieser Stelle errichtet |      |
| Turnov Turnau                                  | Jihočeský kraj Reichenberger Region              | Synagoge                  | 1719   |          | Einzige Synagoge Nordböhmens, die deutsche Besetzung überstanden hat                               |      |
| Olmützer Region                                |                                                  |                           |        |          | |      |
| Hranice na Moravě Mährisch Weißkirchen         | Olomoucký kraj Olmützer Region                   | Synagoge                  | 1864   |          | Heute Museum                                                                                       |      |
| Kojetín Kojetein                               | Olomoucký kraj Olmützer Region                   | Synagoge                  | 1718   |          | Heute Hussitische Kirche                                                                           |      |
| Lipník nad Bečvou Leipnik                      | Olomoucký kraj Olmützer Region                   | Synagoge                  | 1530   |          | Heute Hussitische Kirche                                                                           |      |
| Loštice Loschitz                               | Olomoucký kraj Olmützer Region                   | Synagoge                  | 1806   |          | Heute ständige Ausstellung über die jüdische Geschichte                                            |      |
| Olomouc Olmütz                                 | Olomoucký kraj Olmützer Region                   | Synagoge                  | 1897   | 1939     | Während des Angriffs der Wehrmacht zerstört                                                        |      |
| Prostějov Proßnitz                             | Olomoucký kraj Olmützer Region                   | Synagoge Beth ha-midrasch | 1836   |          | Von 1951–1963 und 2004–2018 orthodoxe Kirche; dann Privatbesitz                                    |      |
| Přerov Prerau                                  | Olomoucký kraj Olmützer Region                   | Synagoge (Přerov)         | 1860   |          | Nach Brand 1898 rekonstruiert. Seit 1953 Orthodoxe Kirche                                          |      |
| Úsov Mährisch Aussee                           | Olomoucký kraj Olmützer Region                   | Synagoge                  | 1785   |          | Heute Hussitische Kirche                                                                           |      |
| Pilsner Region                                 |                                                  |                           |        |          | |      |
| Bezdružice Weseritz                            | Plzeňský kraj Pilsner Region                     | Synagoge                  | 1812   |          | Gebäude heute in Privatbesitz                                                                      |      |
| Blovice Blowitz                                | Plzeňský kraj Pilsner Region                     | Synagoge                  | 1904   |          | Heute Wohn- und Bürogebäude                                                                        |      |
| Dešenice Deschenitz                            | Plzeňský kraj Pilsner Region                     | Synagoge                  | 1866   |          | Heute Wohnhaus                                                                                     |      |
| Hartmanice Hartmanitz                          | Plzeňský kraj Pilsner Region                     | Synagoge                  | 1883   |          | Auch Bergsynagoge genannt; heute Gedenkstätte                                                      |      |
| Janovice nad Úhlavou Janowitz an der Angel     | Plzeňský kraj Pilsner Region                     | Synagoge                  | 1723   |          | Heute Feuerwehrhaus                                                                                |      |
| Kasejovice Kassejowitz                         | Plzeňský kraj Pilsner Region                     | Synagoge                  | 1775   |          | Heute Museum                                                                                       |      |
| Kdyně Neugedein                                | Plzeňský kraj Pilsner Region                     | Synagoge                  | 1863   |          | Heute kleines Museum                                                                               |      |
| Klatovy Klattau                                | Plzeňský kraj Pilsner Region                     | Synagoge                  | 1876   |          | 1941 verwüstet; heute in Privatbesitz                                                              |      |
| Kolinec Kolinetz                               | Plzeňský kraj Pilsner Region                     | Synagoge                  | 1815   | 1931     | Seit 1919 unbenutzt; durch Feuer 1931 zerstört                                                     |      |
| Nýřany Nürschan                                | Plzeňský kraj Pilsner Region                     | Synagoge                  | 1904   | 1939     | Bei den Novemberpogromen niedergebrannt                                                            |      |
| Plzeň Pilsen                                   | Plzeňský kraj Pilsner Region                     | Alte Synagoge             | 1859   |          | Für jüdische Gottesdienste und kleinere Veranstaltungen genutzt                                    |      |
| Plzeň Pilsen                                   | Plzeňský kraj Pilsner Region                     | Große Synagoge            | 1893   |          | Drittgrößter Synagogenbau der Welt                                                                 |      |
| Podmokly u Sušice Podmok                       | Plzeňský kraj Pilsner Region                     | Synagoge                  | ????   |          | Circa 1900 zu Wohnhaus umgebaut                                                                    |      |
| Rabí Rabi                                      | Plzeňský kraj Pilsner Region                     | Synagoge                  | 1845   |          | Steht leer                                                                                         |      |
| Radnice Radnitz                                | Plzeňský kraj Pilsner Region                     | Synagoge                  | 1781   |          | 2001 restauriert                                                                                   |      |
| Slatina u Horažďovic Slatina                   | Plzeňský kraj Pilsner Region                     | Synagoge                  | 1868   |          | 1917 verkauft; heute teilweise Wohnung                                                             |      |
| Spálené Poříčí Brennporitschen                 | Plzeňský kraj Pilsner Region                     | Synagoge                  | 1670   | 1946     | Nach WK II abgerissen                                                                              |      |
| Strážov Drosau                                 | Plzeňský kraj Pilsner Region                     | Synagoge                  | 1808   | 1954     | Nach WK II abgerissen                                                                              |      |
| Sušice Schüttenhofen                           | Plzeňský kraj Pilsner Region                     | Synagoge                  | 1660   | 1963     | Im Laufe der Zeit drei verschiedene Synagogen: (1660–1707; 1709–1859/1923; 1859–1963)              |      |
| Velhartice Wellartitz                          | Plzeňský kraj Pilsner Region                     | Synagoge                  | 1845   |          | Heute Feuerwehrhaus                                                                                |      |
| Mittelböhmische Region                         |                                                  |                           |        |          | |      |
| Březnice Bresnitz                              | Středočeský kraj Mittelböhmische Region          | Synagoge                  | 1725   |          | 1821 abgebrannt, im gleichen Stil wiederaufgebaut                                                  |      |
| Brandýs nad Labem Brandeis an der Elbe         | Středočeský kraj Mittelböhmische Region          | Synagoge                  | 1829   |          | Heute Museum                                                                                       |      |
| Čáslav Tschaslau                               | Středočeský kraj Mittelböhmische Region          | Synagoge                  | 1829   |          | Heute Eigentum der Jüdischen Gemeinde Prag                                                         |      |
| Čelina Celin                                   | Středočeský kraj Mittelböhmische Region          | Synagoge                  | 1850   |          | Heute Wohnhaus                                                                                     |      |
| Divišov Diwischau                              | Středočeský kraj Mittelböhmische Region          | Synagoge                  | 1856   |          | Heute Museum                                                                                       |      |
| Dobříš Doberschisch                            | Středočeský kraj Mittelböhmische Region          | Neue Synagoge             | 1904   |          | Heute Kulturhaus                                                                                   |      |
| Dolní Cetno                                    | Středočeský kraj Mittelböhmische Region          | Synagoge                  | 1873   |          | Heute Wohnhaus                                                                                     |      |
| Drážkov Draschkowitz                           | Středočeský kraj Mittelböhmische Region          | Synagoge                  | 1855   |          | Heute Bürogebäude                                                                                  |      |
| Hořovice Horschowitz                           | Středočeský kraj Mittelböhmische Region          | Synagoge                  | 1904   |          | Heute Hussitische Kirche                                                                           |      |
| Kladno Kladen                                  | Středočeský kraj Mittelböhmische Region          | Synagoge                  | 1885   |          | Heute Hussitische Kirche                                                                           |      |
| Klučenice                                      | Středočeský kraj Mittelböhmische Region          | Synagoge                  | 1883   |          | Heute Wohnhaus                                                                                     |      |
| Kolín Kolin                                    | Středočeský kraj Mittelböhmische Region          | Synagoge                  | 1694   |          | Älteste böhmische Synagoge außerhalb Prags                                                         |      |
| Kosova Hora Amschelberg                        | Středočeský kraj Mittelböhmische Region          | Synagoge                  | 1745   |          | |      |
| Kostelec nad Labem Elbekostelez                | Středočeský kraj Mittelböhmische Region          | Synagoge                  | 1865   | 1952     | In den 1950er Jahren abgerissen                                                                    |      |
| Kovanice Kowanitz                              | Středočeský kraj Mittelböhmische Region          | Synagoge                  | 1892   |          | Heute Wohnhaus                                                                                     |      |
| Kralupy nad Vltavou Kralup an der Moldau       | Středočeský kraj Mittelböhmische Region          | Synagoge                  | 1873   |          | Heute Hussitische Kirche                                                                           |      |
| Kutná Hora Kuttenberg                          | Středočeský kraj Mittelböhmische Region          | Synagoge                  | 1902   |          | Heute Hussitische Kirche                                                                           |      |
| Kůzová Wallisgrün                              | Středočeský kraj Mittelböhmische Region          | Synagoge                  | 1812   |          | Heute Wochenendhaus                                                                                |      |
| Lochovice Lochowitz                            | Středočeský kraj Mittelböhmische Region          | Synagoge                  | 1845   |          | Heute Wohnhaus                                                                                     |      |
| Mladá Boleslav Jungbunzlau                     | Středočeský kraj Mittelböhmische Region          | Synagoge                  | 1590   | 1962     | Vermutlich mehrmals wiederaufgebaut oder umgebaut                                                  |      |
| Mořina Groß Morschin                           | Středočeský kraj Mittelböhmische Region          | Synagoge                  | 1840   |          | Nur bis ca. 1905 als Synagoge genutzt                                                              |      |
| Načeradec Natscheradetz                        | Středočeský kraj Mittelböhmische Region          | Synagoge                  | 1850   |          | Als Lager genutzt                                                                                  |      |
| Plaňany Planan                                 | Středočeský kraj Mittelböhmische Region          | Synagoge                  | 1864   |          | Heute Hussitische Kirche                                                                           |      |
| Postřižín                                      | Středočeský kraj Mittelböhmische Region          | Synagoge                  | 1850   |          | In Privatbesitz, umgebaut                                                                          |      |
| Pravonín                                       | Středočeský kraj Mittelböhmische Region          | Synagoge                  | 1850   |          | Als Lager genutzt                                                                                  |      |
| Přistoupim                                     | Středočeský kraj Mittelböhmische Region          | Synagoge                  | 1842   |          | Heute Rathaus                                                                                      |      |
| Pyšely Pischel                                 | Středočeský kraj Mittelböhmische Region          | Synagoge                  | 1850   |          | |      |
| Rakovník Rakonitz                              | Středočeský kraj Mittelböhmische Region          | Synagoge                  | 1764   |          | Heute Konzert- und Kunsthalle                                                                      |      |
| Slaný Schlan                                   | Středočeský kraj Mittelböhmische Region          | Synagoge                  | 1764   |          | |      |
| Strančice Stranschitz                          | Středočeský kraj Mittelböhmische Region          | Synagoge                  | 1849   |          | Heute Lager                                                                                        |      |
| Uhlířské Janovice Kohljanowitz                 | Středočeský kraj Mittelböhmische Region          | Synagoge                  | 1914   |          | Heute Hussitische Kirche                                                                           |      |
| Velvary Welwarn                                | Středočeský kraj Mittelböhmische Region          | Synagoge                  | 1930   |          | Heute Malschule                                                                                    |      |
| Zalužany Saluschan                             | Středočeský kraj Mittelböhmische Region          | Synagoge                  | 1850   |          | Heute als Lager genutzt                                                                            |      |
| Zderaz Sderas                                  | Středočeský kraj Mittelböhmische Region          | Synagoge                  | 1875   |          | Heute als Lager genutzt                                                                            |      |
| Mährisch-Schlesische Region                    |                                                  |                           |        |          | |      |
| Bohumín Oderberg                               | Moravskoslezský kraj Mährisch-Schlesische Region | Synagoge                  | 1900   | 1940     | Von deutschen Besatzern zerstört                                                                   |      |
| Frýdek-Místek Friedeck-Mistek                  | Moravskoslezský kraj Mährisch-Schlesische Region | Synagoge (Frýdek)         | 1865   | 1939     | Im Juni 1939 von deutschen Besatzern in Brand gesteckt                                             |      |
| Český Těšín Tschechisch-Teschen                | Moravskoslezský kraj Mährisch-Schlesische Region | Synagoge Schomre Schabos  | 1928   |          | Gehört heute dem polnischen Kulturklub in Tschechien                                               |      |
| Hlučín Hultschin                               | Moravskoslezský kraj Mährisch-Schlesische Region | Synagoge                  | 1843   | 1946     | |      |
| Krnov Jägerndorf                               | Moravskoslezský kraj Mährisch-Schlesische Region | Synagoge                  | 1871   |          | Renoviert                                                                                          |      |
| Opava Troppau                                  | Moravskoslezský kraj Mährisch-Schlesische Region | Synagoge                  | 1896   | 1938     | Bei den Novemberpogromen niedergebrannt                                                            |      |
| Orlová Orlau                                   | Moravskoslezský kraj Mährisch-Schlesische Region | Synagoge                  | 1905   | 1939     | Von deutschen Besatzern in Brand gesteckt und abgerissen                                           |      |
| Ostrava Mährisch-Ostrau                        | Moravskoslezský kraj Mährisch-Schlesische Region | Synagoge                  | 1879   | 1939     | Von deutschen Besatzern zerstört                                                                   |      |
| Přívoz Priwoz, Oderfurt                        | Moravskoslezský kraj Mährisch-Schlesische Region | Synagoge                  | 1904   | 1939     | Von deutschen Besatzern zerstört                                                                   |      |
| Vítkovice Witkowitz                            | Moravskoslezský kraj Mährisch-Schlesische Region | Synagoge                  | 1911   | 1939     | Von deutschen Besatzern zerstört                                                                   |      |
| Aussiger Region                                |                                                  |                           |        |          | |      |
| Bílina Bilin                                   | Ústecký kraj Aussiger Region                     | Synagoge                  | 1895   |          | |      |
| Budyně nad Ohří Budin an der Eger              | Ústecký kraj Aussiger Region                     | Synagoge                  | 1825   |          | Renoviert                                                                                          |      |
| Chomutov Komotau                               | Ústecký kraj Aussiger Region                     | Synagoge                  | 1876   | 1938     | Bei den Novemberpogromen niedergebrannt                                                            |      |
| Děčín Tetschen                                 | Ústecký kraj Aussiger Region                     | Synagoge                  | 1907   |          | Wird heute als Ausstellungs- und Konzerthaus genutzt                                               |      |
| Jirkov Görkau                                  | Ústecký kraj Aussiger Region                     | Synagoge                  | 1847   |          | Wird heute als Lagerraum genutzt                                                                   |      |
| Kadaň Kaaden                                   | Ústecký kraj Aussiger Region                     | Synagoge                  | 1890   | 1938     | Bei den Novemberpogromen niedergebrannt                                                            |      |
| Liběšice u Žatce Liebeschitz                   | Ústecký kraj Aussiger Region                     | Synagoge                  | 1750   |          | Nach 1931 an einen Bauern verkauft und als Stall genutzt                                           |      |
| Louny Laun                                     | Ústecký kraj Aussiger Region                     | Synagoge                  | 1871   |          | Heute für Archiv genutzt                                                                           |      |
| Most Brüx                                      | Ústecký kraj Aussiger Region                     | Synagoge                  | 1873   | 1938     | Bei den Novemberpogromen niedergebrannt                                                            |      |
| Teplice Teplitz                                | Ústecký kraj Aussiger Region                     | Synagoge                  | 1882   | 1939     | Im März 1939 niedergebrannt                                                                        |      |
| Třebívlice Trieblitz                           | Ústecký kraj Aussiger Region                     | Synagoge                  | 1860   |          | Heute Hussitische Kirche                                                                           |      |
| Úštěk Auscha                                   | Ústecký kraj Aussiger Region                     | Synagoge                  | 1794   |          | Heute Museum                                                                                       |      |
| Ústí nad Labem Aussig an der Elbe              | Ústecký kraj Aussiger Region                     | Synagoge                  | 1880   | 1938     | Am 31. Dezember 1938 niedergebrannt; Ruine bei Bombardierung 1945 weiter beschädigt                |      |
| Žatec Saaz                                     | Ústecký kraj Aussiger Region                     | Synagoge                  | 1872   |          | Heute Museum                                                                                       |      |
| Zliner Region                                  |                                                  |                           |        |          | |      |
| Holešov Holleschau                             | Zlínský kraj Zliner Region                       | Šach-Synagoge             | 1560   |          | Später vergrößert und umgestaltet, heute Museum                                                    |      |
| Koryčany Koritschan                            | Zlínský kraj Zliner Region                       | Synagoge                  | 1790   |          | Heute Ladengeschäft                                                                                |      |
| Kroměříž Kremsier                              | Zlínský kraj Zliner Region                       | Synagoge                  | 1910   | 1942     | Auf Befehl der deutschen Besatzer abgerissen                                                       |      |
| Uherské Hradiště Ungarisch Hradisch            | Zlínský kraj Zliner Region                       | Synagoge                  | 1875   |          | Seit 1967 Stadtbibliothek                                                                          |      |